# Žalobín
Žalobín é um município da Eslováquia, situado no distrito de Vranov nad Topľou, na região de Prešov. Tem 11,88 km² de área e sua população em 2018 foi estimada em 857 habitantes.

## Demografia
| Ano:        | 1994 | 2004   | 2014   | 2024   |
| ----------- | ---- | ------ | ------ | ------ |
| Broj ljudi: | 701  | 759    | 816    | 815    |
| Razlika:    |      | +8,27% | +7,50% | -0,12% |

| Ano:               | 2023 | 2024 |
| ------------------ | ---- | ---- |
| Número de pessoas: | 815  | 815  |
| Diferença:         |      | +0%  |